# Chauthe
Chauthe (en népalais : चौथे) est un comité de développement villageois du Népal situé dans le district de Nuwakot. Au recensement de 2011, il comptait 3 535 habitants.